# De 500 miljoen van de Begum
De 500 miljoen van de Begum (Frans Les Cinq cents millions de la Bégum, in de originele Nederlandstalige versie uitgebracht als Eldorado en het monsterkanon van Staalstad) is een in 1879 verschenen roman van de Franse schrijver Jules Verne. Het boek gaat over twee erfgenamen, een Fransman en een Duitser, die ieder 250 miljoen erven van een gefortuneerd familielid. De Fransman, Dr. Sarassin, gebruikt het geld om in het noordwesten van de Verenigde Staten (Oregon) een utopische commune te stichten, France-Ville. De Duitser, Prof. Schultze, gebruikt zijn deel om een industriestad te stichten op enkele tientallen kilometers afstand van deze stad: Stahlstadt (Staalstad).

## Het verhaal
Sarassin en Schultze erven ieder 250 miljoen van een rijk familielid. Sarassin is behalve natuurkundige ook filantroop en maakt zich zorgen om het gebrek aan sanitatie en hygiëne in de 19e-eeuwse steden. Sarassin gebruikt zijn erfenis dan ook om een utopische commune op te zetten waarin sanitatie, hygiëne en ook kennis centraal staan: France-Ville.
Prof. Schultze is een karikatuur van de Duitsers zoals die in de jaren zeventig van de 19e eeuw door de Fransen werden beschouwd. Hij is arrogant, militaristisch, en heeft voortdurend een pot bier in de hand. Verder eet hij voornamelijk zuurkool (Sauerkraut). Hij meent dat de Duitsers een uitverkoren volk zijn, en doet dan ook alles om Duitsland de wereldheerschappij te bezorgen. Al is hij familie van een Fransman (immers, anders had hij zijn deel van de erfenis niet gekregen), hij haat Frankrijk en Dr. Sarassin tot op het bot. Hij sticht Stahlstadt vlak bij France-Ville: ogenschijnlijk een industriestad die kolen, staal en staalproducten produceert, maar in feite een wapenfabriek die bestemd is om wapens voor Duitsland te produceren en France-Ville te vernietigen. Schultze wordt dan ook door sommigen gezien als een "proto-Hitler".
Terwijl France-Ville groeit, worden in Stahlstadt kolen en ijzererts gedolven en staal bewerkt. Het grootste deel wordt verkocht maar een deel wordt bewerkt tot wapens om als de tijd rijp is France-Ville van de aardbol weg te vagen. Schultze heerst als absoluut dictator. Hoewel hij zijn arbeiders goed behandelt en betaalt, wordt zelfs de geringste ongehoorzaamheid streng bestraft. In de buitenste ringen van Stahlstadt, waar zich de mijnen en fabrieken bevinden, is de sanctie ontslag op staande voet en verbanning. In de binnenste ringen, waar zich de meest gevoelige geheimen en Schultzes toren, bevinden is de sanctie de dood.
Marcel Bruckmann is de protagonist, een Elzasser met een Duitse achternaam maar een Frans hart. Hij biedt aan voor Sarassin in Stahlstadt te spioneren. Hij doet zich voor als Zwitser om te verbergen dat hij uit de Elzas komt (Elzassisch-Duits lijkt erg op Zwitserduits) en meldt zich als arbeider. Hij wint Schultzes vertrouwen door hard te werken en zich als een echte Duitser te gedragen. Hiervoor eet hij zelfs zuurkool wat hij vreselijk vindt smaken.
Schultze beloont goede prestaties met snelle promotie en Marcel Bruckmann promoveert dan ook snel en wordt uiteindelijk Schultzes persoonlijk assistent. Zo ontdekt hij een aantal geheimen. Allereerst blijkt dat Schultze zich inderdaad aan het bewapenen is voor een confrontatie met Sarassin. Zijn tweede doel is de vestiging van de Duitse wereldheerschappij. Tevens blijkt Schultze een aantal vreselijke wapens in zijn arsenaal te hebben. Schultze blijkt een reuzenkanon te bezitten dat twee soorten granaten kan afvuren. De eerste soort is explosief en kan met een enkel schot een stad verwoesten. De tweede soort is gevuld met gecomprimeerde vloeibare kooldioxide die bij ontploffing van de granaat de temperatuur in de directe omgeving tot -100°C afkoelt waardoor iedereen en alles bevroren wordt.
Bruckmann wordt nu opgesloten: omdat hij alle geheimen kent moet hij dood. Schultze geeft toe op deze wijze al meerdere assistenten te hebben versleten. Bruckmann ontsnapt en informeert Sarassin. France-Ville bereidt zich voor op het ergste, wetende dat het tegen deze wapens niks kan uitrichten. 
Schultzes eerste poging wordt echter een mislukking. De explosieve granaat die met het superkanon wordt afgeschoten blijkt zo snel te zijn dat hij aan de zwaartekracht van de aarde ontsnapt en hoog over France-Ville heenscheert. Voor Schultze zijn ijsgranaten in kan zetten ontploft een ijsgranaat in zijn kantoor en wordt hij zelf bevroren.
Door de dood van Schultze loopt Stahlstadt volledig vast daar hij -in Duitse stijl- alle touwtjes in eigen handen hield en niemand iets mocht zonder Schultzes goedkeuring. De stad loopt leeg en wordt uiteindelijk door Sarassin overgenomen zodat de stad nu "een goed doel" kan dienen: France-Ville bewapenen zodat niemand het meer durft aan te vallen.

## Trivia
- De Duitsers worden in het boek beschuldigd van racisme, maar Verne slaat zelf een vrij racistische toon aan tegen Chinezen en joden.
- Het boek is duidelijk beïnvloed door de Frans-Pruisische Oorlog van 1870-71.
- Opvallend is dat in eerdere boeken van Verne een aantal protagonisten wel Duitsers waren.
- Hoewel zuurkool als typisch Duits gerecht wordt neergezet, heeft het gerecht na de Franse annexatie van de Elzas in 1648 in Frankrijk aan populariteit gewonnen en maakt het tevens onder de naam choucroute deel uit van de Franse keuken.